# ハナ高等学校
ハナ高等学校（はなこうとうがっこう、英語：Hana Academy Seoul（HAS） / Hana High School、ハングル表記：하나고）は、ソウル特別市恩平区にある私立の高等学校である。その英名から「ハナ・アカデミー」とも呼ばれる。
HASは2010年に韓国の大手金融機関ハナ銀行の出資で設立した。韓国にある多くの高校はCSAT（日本のセンター試験にあたる）に向けたカリキュラムを組むが、HASはその独特のカリキュラム編成から「韓国のイートン校」とも称される。HASに通うすべての生徒は生徒寮で生活することが義務付けられている。